# Klaus Schlegel (Fußballspieler)
Klaus Schlegel (* 4. Mai 1931 in Erfurt; † 28. Dezember 1992) war ein deutscher Fußballspieler und Sportjournalist.

## Sportliche Laufbahn
Der spätere Fachjournalist war als Halbstürmer und Libero selbst im Fußballsport aktiv. Vor Ende des Zweiten Weltkrieges kickte Schlegel beim VfB Erfurt im Nachwuchsbereich (1942–1945). Nach Kapitulation des Deutschen Reiches und der Niederschlagung des Nationalsozialismus sowie in der 1949 gegründeten DDR spielte Schlegel unter anderem bei der BSG KWU Erfurt, dem VfB Pankow und Rotation Mitte Berlin.

## Berufliche Karriere
Schlegels berufliche Laufbahn ist eng mit dem Sportverlag Berlin verbunden, dem er seit 1950 angehörte. Zunächst war er bei der ostdeutschen Sporttageszeitung Deutsches Sportecho – und kurzzeitig für eine Publikation über den Motorsport – tätig. Im Jahr 1960 wechselte der Journalist als Chefredakteur zur fuwo – Die neue Fußballwoche. In dieser Position wurde er vom Alt-Internationalen Jürgen Nöldner endgültig 1985 abgelöst. Aufgrund gesundheitlicher Probleme, die ihn zum Ausscheiden zwangen, hatten bereits 1984 zunächst Günter Simon und dann Nöldner Schlegel in der Chefposition vertreten.
An den meist von einem Autorenkollektiv des Berliner Sportverlages verfassten WM- und EM-Büchern aus ostdeutscher Perspektive und deshalb mit besonderem Blick auf die DDR-Beteiligung an diesen Wettbewerben war Schlegel zwischen 1962 und 1984 stets maßgeblich beteiligt. Dabei stammen viele der Texte zur DDR-Nationalmannschaft und zu den WM-Endrunden, die er 1958, 1970, 1974 und 1978 besuchen durfte, aus seiner Feder, da er das Team bei seinen Auslandstourneen beziehungsweise die Finalturniere oft als einziger (fuwo-)Redakteur journalistisch begleiten konnte.
Da die fuwo das Presseorgan des Deutschen Fußball-Verbandes darstellte, verwundert es aus heutiger Sicht nicht, dass Schlegel zwischen 1960 und 1990 DFV-Präsidiumsmitglied und bis 1984 auch Vorsitzender der Pressekommission des DDR-Verbandes war. Auf internationaler Ebene gehörte der gebürtige Erfurter von 1978 bis 1984 der Amateurkommission des Weltfußballverbandes FIFA an.

## Schriften
- Im Banne des Balls (mit Rainer Baumann, Horst Friedemann, Wolf Hempel und Günter Simon). Sportverlag Berlin, Ost-Berlin 1965.
- Fussball – Magnet für Millionen (mit Wolfgang Behrendt). Sportverlag Berlin, Ost-Berlin 1977, Lizenznummer 140 355/46/77 9005.